# ヤルモ・レーティネン
ヤルモ・レーティネン（芬:Jarmo Lehtinen、1969年1月3日 - ）は、フィンランド出身のコ・ドライバー。コ・ドライバーとしての歴代出場最多数はダニエル・エレナに次ぐ5位。

## 経歴
ラリーファンであった父の元に生まれる。
1997年よりWRCデビュー。2002年より、ミイカ・アンティラと入れ替わる形でミッコ・ヒルボネンのコ・ドライバーを務める。ドライバーズタイトル獲得こそは無かったが、フォードに在籍していた2006年と2007年にマニファクチャラーズタイトル獲得に貢献した。
2014年にヒルボネンに引退して以降はトヨタのスポーツディレクターに就任していたが、2017年のラリー・ドイチュラントの後にユホ・ハンニネンのコ・ドライバーであったカイ・リンドストロームが就くことになったため辞任している。2018年から再び活動を始め、新井大輝やテーム・スニネンとコンビを組んでいる。
2021年に再びトヨタのWRCチームにイベントリーダーとして復帰する。